# حسین معیری
حسین معیری سیاست‌مدار ایرانی بود، که در دوره‌های   بیست و دوم  و   بیست و سوم  بعنوان نماینده تهران در مجلس شورای ملی حضور داشت.